# 17 Tetija
17 Tetija (mednarodno ime 17 Thetis, starogrško starogrško Θέτις: Tétis) je velik asteroid tipa M v glavnem asteroidnem pasu. 

## Odkritje
Asteroid je odkril Karl Theodor Robert Luther (1822 – 1900) 17. aprila 1852. Ime je dobil po Tetiji, materi Ahila iz grške mitologije.

## Lastnosti
Njegov albedo je 0,172. Za pot okrog Sonca potrebuje 3,88 let. Njegova tirnica je nagnjena proti ekliptiki za 5,587°. Okrog svoje osi se zavrti v 12,27 urah.

## Okultacije
Doslej so opazovali okultacijo z zvezdo v letu 1999.